# Onthophagus darlingtoni
Onthophagus darlingtoni är en skalbaggsart som beskrevs av Matthews 1972. Onthophagus darlingtoni ingår i släktet Onthophagus och familjen bladhorningar. Inga underarter finns listade i Catalogue of Life.